# Vincent Lopez

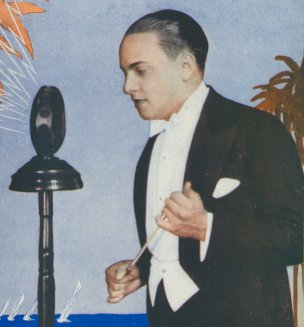
"Lopez speaking" - Vincent Lopez vid radiomikrofonen under tidigt 1920-tal. Fotografi från omslag till nothäfte.

Vincent Joseph Lopez, född 30 december 1894 i Brooklyn i New York, död 20 september 1975 i North Miami Beach i Miami-Dade County, Florida, var en amerikansk pianist och orkesterledare.
Vincent Lopez var av portugisisk härkomst. Fadern var musiklärare och tvingade tidigt sonen att öva pianospel, men ville framför allt att denne skulle bli präst och satte honom vid 12 års ålder i ett prästseminarium. Efter tre år tog dock unge Lopez förkärlek för populärmusiken över: han lämnade seminariet och fick anställning som restaurangpianist.
Lopez bildade sin första orkester 1916 eller 1917 (från början ledd tillsammans med klarinettisten Billy Hamilton) och skivdebuterade 1920 på bolaget Edison. Under många år på 1920-talet spelade orkestern på Pennsylvania Hotel i New York och kallades därför "Vincent Lopez and His Hotel Pennsylvania Orchestra" (senare upplagor av orkestern gavs likaledes namn efter de etablissement där de uppträdde). 1926 öppnade Lopez en egen klubb och restaurang, "Casa Lopez", vilken dock brann ner vårvintern 1927 och förorsakade honom stora ekonomiska förluster. Han öppnade en ny "Casa Lopez" på hösten samma år, men återgick senare till hotellengagemang och återfanns 1928-34 på St. Regis Hotel och 1941-66 på Taft Hotel på Manhattan. 
1925 gjorde Lopez orkester en turné till England där den uppträdde både på den nyöppnade Kit-Cat Club och på Capitol Theatre samt i revyn By The Way på Apollo; allt i London. Den gjorde också ett specialframträdande i Oxford inför bland annat drottning Mary.
I orkestern ingick periodvis musiker som Jimmy Dorsey (klarinett, altsax), Glenn Miller (trombon), Xavier Cugat (fiol) och Mike Mosiello (trumpet) liksom sångerskan Betty Hutton. Till orkesterns arrangörer hörde under 1920-talet den finskättade multiinstrumentalisten Einar Aaron Swan. Som signaturmelodi hade Lopez pianostycket Nola av Felix Arndt, och hans stil som pianiosolist kom att inspirera senare showpianister som Eddy Duchin och Liberace.
Lopez var en pionjär inom radio där hans orkester med början 1921 hörde till de första att regelbundet framträda via detta medium. Orkestern turnerade också flitigt, framträdde i revyer på Broadway samt medverkade i filmen The Big Broadcast of 1932. I början av 1950-talet hade Lopez också ett eget program i amerikansk TV.

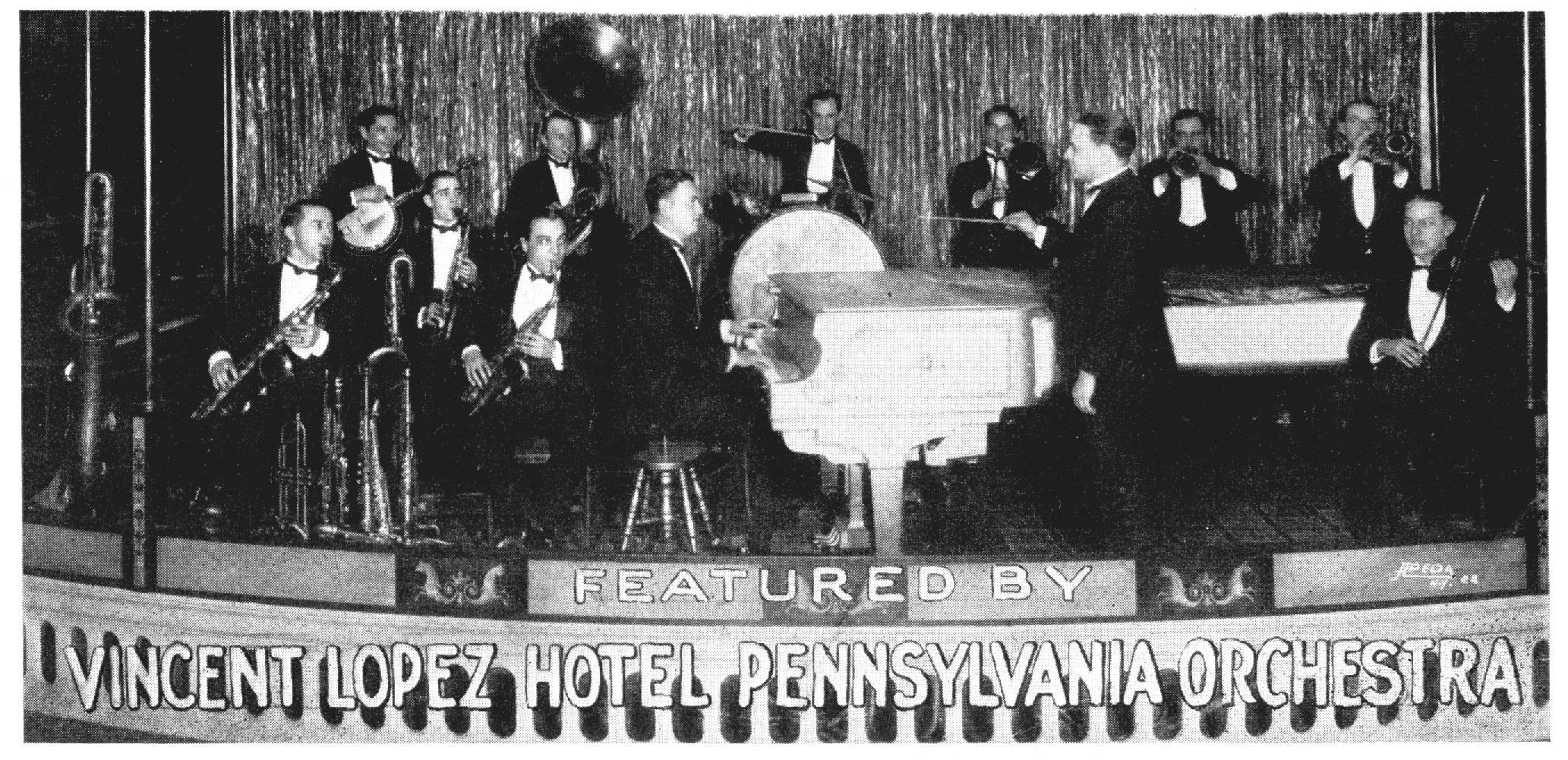
Vincent Lopez orkester c:a 1922. Fotografi från omslag till nothäfte.

Under 20-talets första hälft försökte Lopez konkurrera med den extremt populäre "jazzkungen" Paul Whiteman och arrangerade liksom denne konserter där han blandade jazz och modern populärmusik med konstmusik. Lopez lyckades dock aldrig slå igenom fullt lika stort som Whiteman. Detta hindrade inte att orkestren hade en mycket framgångsrik karriär såväl inför publik som i radio och på skiva, där många inspelningar inleds med att Lopez med nästan viskande stämma hälsar lyssnarna med frasen "Hello, everybody - Lopez speaking". Frasen gav också namn åt hans 1960 utgivna memoarer Lopez Speaking. Han har hedrats med en stjärna på Hollywood Walk of Fame.
Även Lopez son, trombonisten Vincent Lopez, Jr., leder en orkester som delvis framför faderns gamla arrangemang.